# سامر البرقاوي
سامر البرقاوي (من مواليد 5 سبتمبر 1973)، هو مخرج سوري. اشتهر كمخرج للمسلسلات التلفزيونية والأفلام الشعبية الهيبة، عائلة جمعي، سلطان عاشور و 10 أيام بوزيد.

## الحياة الشخصية
ولد في 5 سبتمبر 1973 في سوريا. حصل على إجازة في إدارة الأعمال من جامعة دمشق عام 1994. العائلة الوحيدة التي يتواصل معها هي عائلة الباشان محمد، نور، جانا، غنى.

## الحياة المهنية
في عام 2010، أخرج فيلمه الأول "بعد السكوت". ثم قام بعمل المسلسل التلفزيوني خواتيم عام 2012. في عام 2013، قام بإخراج مسلسل "لعبة الموت" الذي عرض في التلفزيوني الرسمي في 10 يوليو 2013 في مصر. ثم تم إصداره في لبنان. بعد نجاح المسلسل، قام بإخراج فيلم صرخة روح في عام 2013.
كما أخرج العديد من الأفلام القصيرة التي حازت على استحسان النقاد مثل "نور والملصق" عام 2003، ويسري نصر الله عام 2005، وحديث المرأة" عام 2006 في عام 2017، قام بإخراج المسلسل التلفزيوني الدرامي السوري اللبناني الهيبة. تلقى المسلسل شعبية كبيرة مع بعض الانتقادات بسبب تمثيله للمرأة والعنف المنزلي. امتد المسلسل لمدة أربعة مواسم. بث المسلسل لأول مرة على قناة تلفزيون الشرق الأوسط (MBC) للعالم العربي في 27 مايو 2017. واستمر حتى الآن.

## فيلموغرافيا
| سنة  | فيلم                    | دور  | النوع          | المرجع. |
| ---- | ----------------------- | ---- | -------------- | ------- |
| 2010 | بعيد السكوت             | مخرج | فيلم تلفزيوني  |         |
| 2013 | لعبة الموت (لعبة الموت) | مخرج | مسلسل تلفزيونى |         |
| 2013 | صرخة روح: سرخيت روه     | مخرج | مسلسل تلفزيونى |         |
| 2014 | ماذا لو: الملقب لاو     | مخرج | مسلسل تلفزيونى |         |
| 2015 | التشيلو                 | مخرج | مسلسل تلفزيونى |         |
| 2016 | نص يوم                  | مخرج | مسلسل تلفزيونى |         |
| 2017 | الهيبة                  | مخرج | مسلسل تلفزيونى |         |
| 2017 | شبابيك: ويندوز          | مخرج | مسلسل تلفزيونى |         |
| 2018 | الهيبة العودة           | مخرج | مسلسل تلفزيونى |         |
| 2018 | ناصيف زيتون: عزمت سيا   | مخرج | فيديو قصير     |         |
| 2019 | الهيبة الحصاد           | مخرج | مسلسل تلفزيونى |         |
| 2020 | الهيبة الاسترداد        | مخرج | مسلسل تلفزيونى |         |
| 2021 | الهيبة جبل              | مخرج | مسلسل تلفزيونى |         |